# Pavao Moscatelli
Pavao (Paolo) Moscatelli je mletački graditelj orgulja iz poznate radionice Moscatelli. Pretpostavlja se da je brat poznatog graditelja orgulja Dominika Moscatellija.
Spominje se kod radova 1774. na obnovi orgulja u Veneciji u crkvi sv. Tereze.